# Lev Alburt
Lev Osipovitx Alburt (nascut el 21 d'agost de 1945), és un jugador d'escacs estatunidenc, que té el títol de Gran Mestre des de 1977. Ha estat tres cops campió d'Ucraïna, i també tres cops campió dels Estats Units. És també un reputat escriptor d'escacs.
|  |

## Resultats destacats en competició
Nascut a Orenburg, llavors a la Unió Soviètica, va guanyar tres cops el Campionat d'escacs d'Ucraïna, de 1972 a 1974. El 1976 va esdevenir Mestre Internacional, i el 1977 va obtenir el títol de GM. Aquell any fou segon al Campionat obert de Txecoslovàquia, a Děčín, i el 1978 va guanyar el torneig de Bucarest.
El 1979, va desertar de l'URSS: es trobava a Bonn per un torneig, i es va refugiar al consolat israelià d'aquella ciutat, i va acabar demanant asil polític als Estats Units. Després que li fos concedit, el 1980 va liderar l'equip estatunidenc al primer tauler a l'Olimpíada de 1980 a Malta. Posteriorment participaria també a les olimpíades d'escacs de 1982 i de 1984, i hi guanyà una medalla de bronze per equips.
Alburt va guanyar el Campionat dels Estats Units els anys 1984, 1985 i 1990. El 1986 empatà un matx a vuit partides amb el Campió britànic Jonathan Speelman. El 1989 empatà al primer lloc al World Open a Filadèlfia amb 7½/9 punts.
Alburt va formar part durant tres anys (1985–1988) de l'equip directiu de la Federació d'escacs dels Estats Units. En acabar aquest període, va ser molt crític amb l'entitat, i va dir que no havia sentit ni una vegada cap conversa amb relació a com promocionar els escacs o com fer que nous jugadors s'interessessin pel joc.
Alburt és l'autor de diverses sèries de molt preuats (i venuts) llibres d'escacs. El seu nom és vinculat a la "variant Alburt" de la defensa Alekhine (1.e4 Cf6 2.e5 Cd5 3.d4 d6 4.Cf3 g6).
El 2004 la FIDE li va atorgar el títol de FIDE Senior Trainer, el màxim títol d'entrenador internacional

## Partida destacada
Al Campionat dels Estats Units de 1990, n'Alburt va derrotar el quatre cops campió Yasser Seirawan, amb negres, en el camí per guanyar el seu tercer campionat: 
1. d4 Cf6 2. Cf3 c5 3. c3 d5 4. Af4 e6 5. e3 Ad6 6. Ab5+ Cc6 7. Da4 Axf4 8. exf4 Db6 9. Cbd2 O-O 10. dxc5 Dxc5 11. O-O Ad7 12. Axc6 bxc6 13. Dd4 De7 14. b4 c5 15. bxc5 Tfc8 16. Cb3 a5 17. Tfc1 a4 18. Cbd2 Dxc5 19. c4 Tab8 20. Dxc5 Txc5 21. Ce5 Tcc8 22. Tab1 Rf8 23. a3 Re7 24. g3 Txb1 25. Txb1 Tc7 26. Rf1 Ae8 27. Re1 h5 28. f3 Cd7 29. Cxd7 Axd7 30. Tb4 Rd6 31. Rf2 Rc5 32. Re3 Ac6 33. h4 Td7 34. g4 Td8 35. g5 Td7 36. Re2 Tb7 37. Txb7 Axb7 38. cxd5 exd5 39. Re3 Ac8 40. Rd3 Af5+ 41. Re3 g6 42. Cf1 Rc4 43. Cg3 d4 44. Rd2 Rb3 45. Ce2 Rxa3 46. Cxd4 Rb2 47. Cb5 a3 48. Cxa3 Rxa3 49. Rc3 Ra2 0-1

## Llibres
- Alburt, Lev; Schiller, Eric. The Alekhine for the Tournament Player.  American Chess Promotions, 1985. ISBN 0-7134-1596-7.
- Alburt, Lev; Txernín, Aleksandr. Pirc Alert!.  W W Norton & Co Inc, 2001. ISBN 9781889323077.
- Alburt, Lev. Building Up Your Chess: The Art of Accurate Evaluation and Other Winning Techniques.  Newmarket Press, 2002. ISBN 978-1889323084.
- Alburt, Lev; Kroguius, Nikolai. Just the Facts!: Winning Endgame Knowledge in One Volume. 2a edició.  Chess Information and Research Center (distribuït per W. W. Norton), 2005. ISBN 1-889323-15-2.
- Alburt, Lev, amb Dzindzichashvili, Roman i Perelshteyn, Eugene. Chess Openings for Black, Explained: A Complete Repertoire.  Chess Information and Research Center, 2006. ISBN 978-1889323114.